# Piromanija
Piromanija izhaja iz grške besede πῦρ (pyr, ogenj). Piromanija je psihična motnja, in sicer motnja kontrole impulzov (ICD, impulse control disorder), pri kateri se posameznik ne more upreti vzgibu po namernem povzročanju požarov, in sicer, da bi razbremenil napetost ali zaradi takojšnje zadovoljitve. V to vrsto motenj spadajo tudi kleptomanija, občasni izbruhi besa idr.. Piromanija in piromani se razlikujejo od požiga in požigalcev v iskanju osebne, denarne ali politične koristi. Piroman ni naključni, pač pa namerni, zavestni in večkratni požigalec. Piromani zanetijo požare, da bi sprožili čustveno evforijo ter opazovali institucije nadzora ognja, kot so gasilske postaje in gasilci. 

## Zgodovina
V 19. stoletju je bila piromanija obravnavana kot pojem, ki obravnava moralno neprištevnost in moralno zdravljenje, vendar ni bila uvrščena v skupino motenj kontrole impulzov. Piromanija je ena od kategorij štirih priznanih vrst požigov: dobiček oz. korist, prikritje kriminalnega dejanja, maščevanje in piromanija. Pri tem je piromanija druga najpomembnejša kategorija. Pogosti sopomenki za piromana v pogovorni angleščini sta tudi 'firebug' in 'fire starter' (požigalec). Piromanija je redka motnja, ki se v večini študij pojavi z verjetnostjo manj kot en odstotek. Delež psihiatričnih hospitalizacij piromanov je zato zelo majhen (The Arsonist's Mind, 2006). Piromanija se lahko pojavi pri otrocih, mlajših od treh let, vendar so takšni primeri redki. Le majhen odstotek otrok in najstnikov, ki so bili aretirani zaradi požiga, so otroški piromani. Med posamezniki prevladujejo moški; eden izmed virov celo ocenjuje, da je 90 odstotkov ljudi, diagnosticiranih s piromanijo, moških. Na podlagi raziskave, v kateri je 9282 Američanov uporabljalo Diagnostični in statistični priročnik duševnih motenj (4. izdaja), naj bi motnje kontrole impulzov, kot so na primer odvisnost od iger na srečo, piromanija in kompulzivno nakupovanje, skupaj vplivale na 9% prebivalstva (Alspach 2005).  Raziskava iz leta 1979, ki jo je organiziral Law Enforcement Assistance Administration, je odkrila, da je bilo le 14% požarov povzročenih s strani piromanov in drugih oseb z duševno boleznijo (Smith 1999). Ena od največjih izvedenih epidemioloških raziskav, študija iz leta 1951, ki sta jo vodila Lewis in Yarnell, je pokazala, da je bilo le 39% tistih, ki so namerno zanetili požare diagnosticiranih s piromanijo.

## Vzroki
Najbolj raziskani primeri piromanije so pojavi le-te pri otrocih in najstnikih. (Gale 1998). Obstaja vrsta vzrokov, ampak razumevanje različnih motivov in dejanj požigalcev oz. piromanov lahko zagotovi platformo za preprečitev teh dejanj. Najpogostejši vzroki za piromanijo se lahko razdelijo v dve glavni skupini: individualni in okoljski. To vključuje kompleksno razumevanje dejavnikov, kot so individualni temperament, starševska psihopatologija in morebitne nevrokemične predispozicije. Številne študije so pokazale, da so bolniki, ki so trpeli za piromanijo, živeli v gospodinjstvih brez očeta.

### Individualni vzroki
Posamezni dejavniki, ki lahko privedejo do piromanije, se v glavnem ukvarjajo z osebnimi vprašanji o življenju posameznika. Ta kategorija vključuje mladostnike, ki so zagrešili zločine v preteklosti. Na primer, 19% mladostnikov, ki trpijo za piromanijo, je povezanih z vandalizmom in 18% njih so nenasilni spolni prestopniki. Drugi vzroki lahko vključujejo iskanje pozornosti organov oblasti ali staršev ter reševanje socialnih vprašanj, kot sta ustrahovanje ali pomanjkanje prijateljev oziroma bratov in sester (Frey, 2001). Naslednji razlog je lahko ta, da se bolnik podzavestno želi maščevati za nekaj, kar se je zgodilo v preteklosti. Posamezniki, ki trpijo za piromanijo, so tudi znani zaradi razvoja asocialnih lastnosti. Te vključujejo odsotnosti od pouka in prestopništvo. Otroški in mladostniški posamezniki so običajno povezani z ADHD (hiperaktivnost, motnja pomanjkanja pozornosti) ali prilagoditvenimi motnjami, čeprav je pomembno vedeti, da piromanija v resnici ni duševna motnja, pač pa bolj impulzivno dejanje za lajšanje stresa. Piromani so prav tako povezani z nenormalnimi hrepenenji po moči in družbenem ugledu. 

### Okoljski vzroki
Okoljski dejavniki, ki lahko vodijo do piromanije vključujejo dogodek, ki ga bolnik izkusi v okolju, v katerem živi. Okoljski dejavniki so na primer malomarnost staršev in fizične ali spolne zlorabe v zgodnjem življenju. Drugi vzroki so zgodnje izkušnje opazovanja odraslih ali najstnikov kako neustrezno uporabljajo ogenj ali netijo požare z namenom razbremenitve stresa (Frey, 2001).

## Simptomi
Obstajajo posebni simptomi, ki ločujejo piromane od tistih, ki zanetijo požar zaradi kriminalnih namenov ali zaradi čustvenih motivacij, ki se ne nanašajo posebej na ogenj. Nekdo, ki trpi zaradi te motnje, zavestno in namenoma večkrat povzroča požare in pred dejanjem prižiga ognja običajno občuti napetost in naraščanje čustvenega pritiska. Ko je v bližini ognja, piroman pridobi intenziven interes ali fascinacijo, lahko se pojavijo tudi užitek, zadovoljstvo ali olajšanje (Frey, 2001). Drugi dolgoročni prispevek, ki je pogosto povezan s piromanijo, je kopičenje stresa. Pri preučevanju načina življenja piromana, je pogosto očitno kopičenje stresa in čustev in to se kaže v odnosu najstnikov do prijateljev in družine (Gale 1998). Včasih je težko ugotoviti razliko med piromanijo in eksperimentiranjem v otroštvu, saj oboje vključuje užitek do ognja.

## Zdravljenje in prognoza
Primerni postopki za zdravljenje piromanije so odvisni od starosti bolnika in resnosti stanja. Zdravljenje otrok in najstnikov je običajno sestavljeno iz kognitivne vedenjske terapije, v kateri je bolnikovo stanje diagnosticirano z namenom, da se ugotovi, kaj bi lahko povzročilo to impulzivno vedenje. Ko je stanje diagnosticirano, ponavljajoče se terapije običajno pomagajo k nadaljnjem okrevanju (Frey 2001). Sprejeti je treba tudi druge pomembne korake z intervencijami in z vzroki impulznega vedenja. Nekatere druge terapije vključujejo izobraževanje staršev, popravek negativne prakse z izboljšanimi posledicami, sklenitev pogodb o obnašanju, ki pomenijo simbolično ojačitev, posebno treniranje za reševanje problemov, treniranje sposobnosti, treniranje sproščanja, prikrito senzibilizacijo, požarno varnost, preventivno izobraževanje, individualno in družinsko terapijo in zdravila. Napoved za ozdravitev mladostnikov in otrok, ki trpijo za piromanijo, je odvisna od okoljskih ali individualnih dejavnikov, vendar je na splošno pozitivna. Piromanijo je na splošno težje ozdraviti pri odraslih, kar je pogosto posledica pomanjkanja sodelovanja bolnika. Zdravljenje je običajno sestavljeno iz uporabe različnih zdravil za preprečevanje stresa ali čustvenih izbruhov (Oliver) ter dolgoročne psihoterapije (Frey, 2001). Pri odraslih pa je stopnja ozdravitve v splošnem slaba in tudi če si odrasel bolnik opomore, okrevanje po navadi traja daljše časovno obdobje (Frey 2001).

## Preprečevanje
Piromanijo je najbolje preprečiti na način, da si starši vzamejo čas in učijo svoje otroke o požarni varnosti in nevarnosti požarov. Starši bi morali hraniti vsa požarne svetlobne naprave izven dosega otrok in najstnikov, da bi se zmanjšalo tveganje za njihovo povzročanje požarov (Australian Brushfire Arson Bulletin 2005).